# Schalkwijk (Houten)
Schalkwijk is een dorp binnen de gemeente Houten, in de Nederlandse provincie Utrecht, gelegen nabij de stad Utrecht. Het dorp is ontstaan nadat in het jaar 1130 diverse gebieden zoals Vuijlcop, Waalseveld, Bieshaar, Tetwijk, Goyerveld, Kanenbroek en Blokhoven werden ontgonnen. Schalkwijk was vanaf 1812 een gemeente tot het in 1962 opging in gemeente Houten. Sinds 1943 had Schalkwijk al de burgemeester van Houten als burgemeester. Schalkwijk had 1.973 inwoners in 2005, en in 2023 had de voormalige gemeente 2.085 inwoners volgens het CBS.

## Ligging
Schalkwijk is het centrale dorp op het Eiland van Schalkwijk, een agrarisch poldergebied dat wordt omkaderd door de wateren van de Lek, het Amsterdam-Rijnkanaal en het Lekkanaal. De plaats is een lintdorp langs de Schalkwijkse wetering. In het midden wordt het doorsneden door de spoorlijn Utrecht - 's-Hertogenbosch. Hier ligt ook de Brink. Het oostelijke uiteinde ligt aan de Lek bij de buurtschap De Heul (Houten). Op enige kilometers afstand ligt het veer naar Culemborg. De sporadische uitgroei van Schalkwijk vindt sinds de jaren 60 plaats ten westen van de spoorlijn in de polder Bieshaar, waar een kleine woonwijk is ontstaan. 

## Geschiedenis

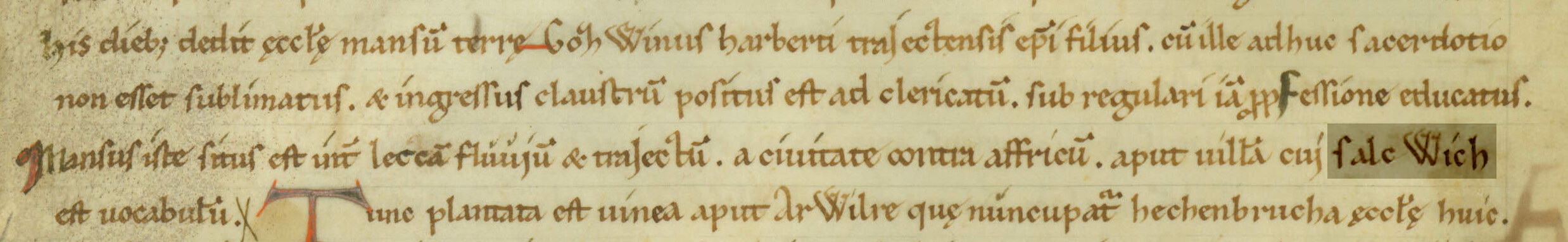
Fragment van de Annales Rodenses: schenking van een hof te Schalkwijk (1136). "Salc Wich" is hier donker gemarkeerd

Schalkwijk ("salc Wich") wordt voor het eerst genoemd in 1136 in de Annales Rodenses, de kroniek van de abdij Rolduc in Kerkrade. Daarin wordt vermeld dat Gozewijn, de zoon van Hartbert van Bierum, bisschop van Utrecht (verwekt voordat Hartbert priester werd, staat er uitdrukkelijk bij), in 1136 intrad als augustijner koorheer in de abdij Rolduc. Bij die gelegenheid schonk hij aan het klooster een hof (Latijn: mansus) te Schalkwijk.
Het dorp is vermoedelijk rond diezelfde tijd ontgonnen onder leiding van de familie Van Schalkwijk. Deze hadden hun thuisbasis in kasteel Schalkwijk. Waar het eerste kasteel heeft gestaan is onbekend. In 1304 raakte de eigenaar Bertold (Gijsbert) van Schalkwijk betrokken bij de Slag bij de Lek. Als straf werd kasteel Schalkwijk door Jan van Beusichem, heer van Kuilenburg gesloopt. Tientallen jaren later werd er een tweede kasteel Schalkwijk gebouwd.
In het westen van Schalkwijk staat kasteel Vuijlcop. Deze woontoren is het oudste huis van de gemeente Houten en dateert uit het jaar 1300. Vuijlcop staat weliswaar in de voormalige gemeente Schalkwijk, maar behoorde tot de naastgelegen ontginning Schonauwen. Het gerecht Schalkwijk is in het jaar 1330 uitgebreid met het gerecht Pothuizen.

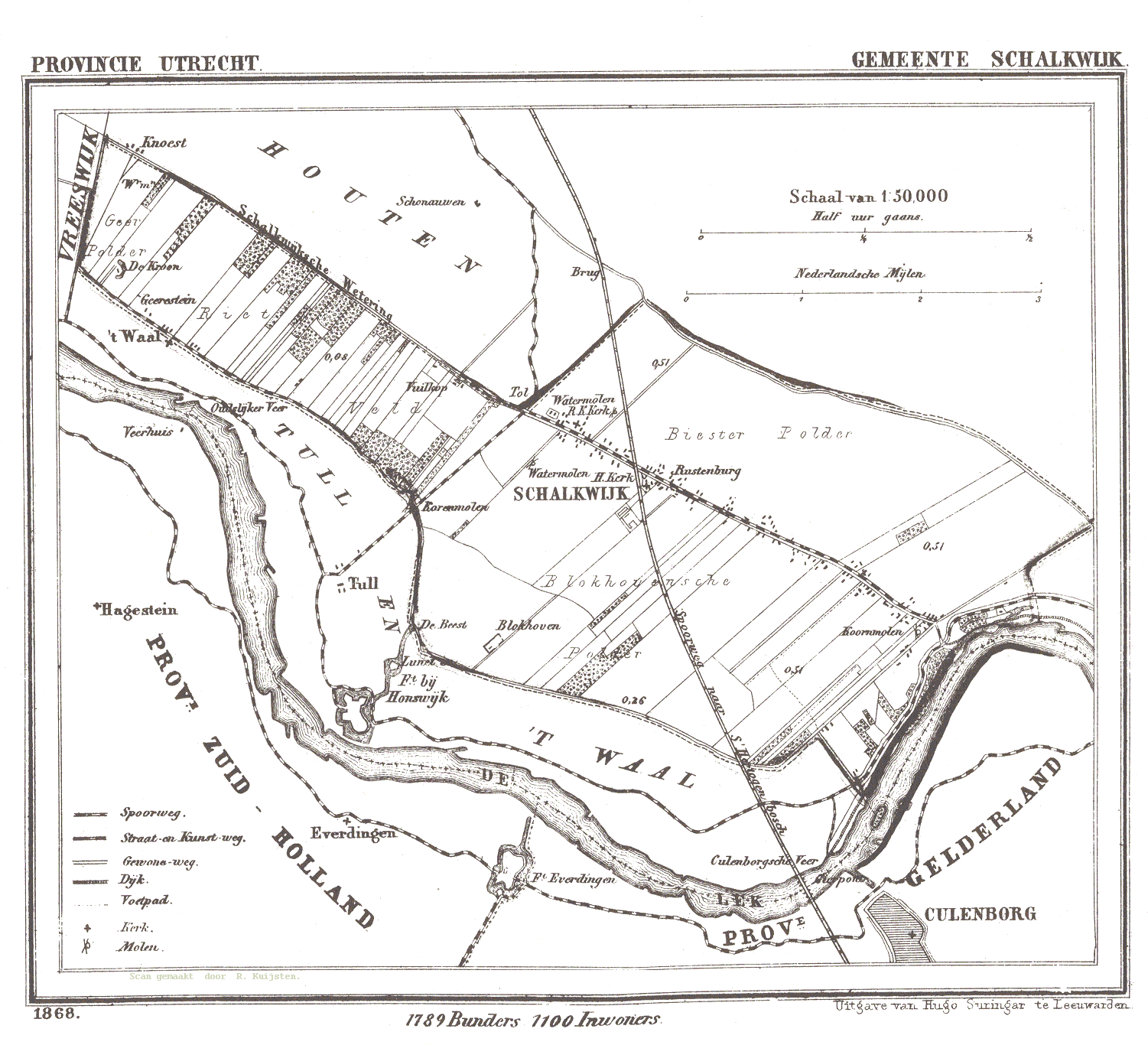
Kaart van Schalkwijk uit 1868

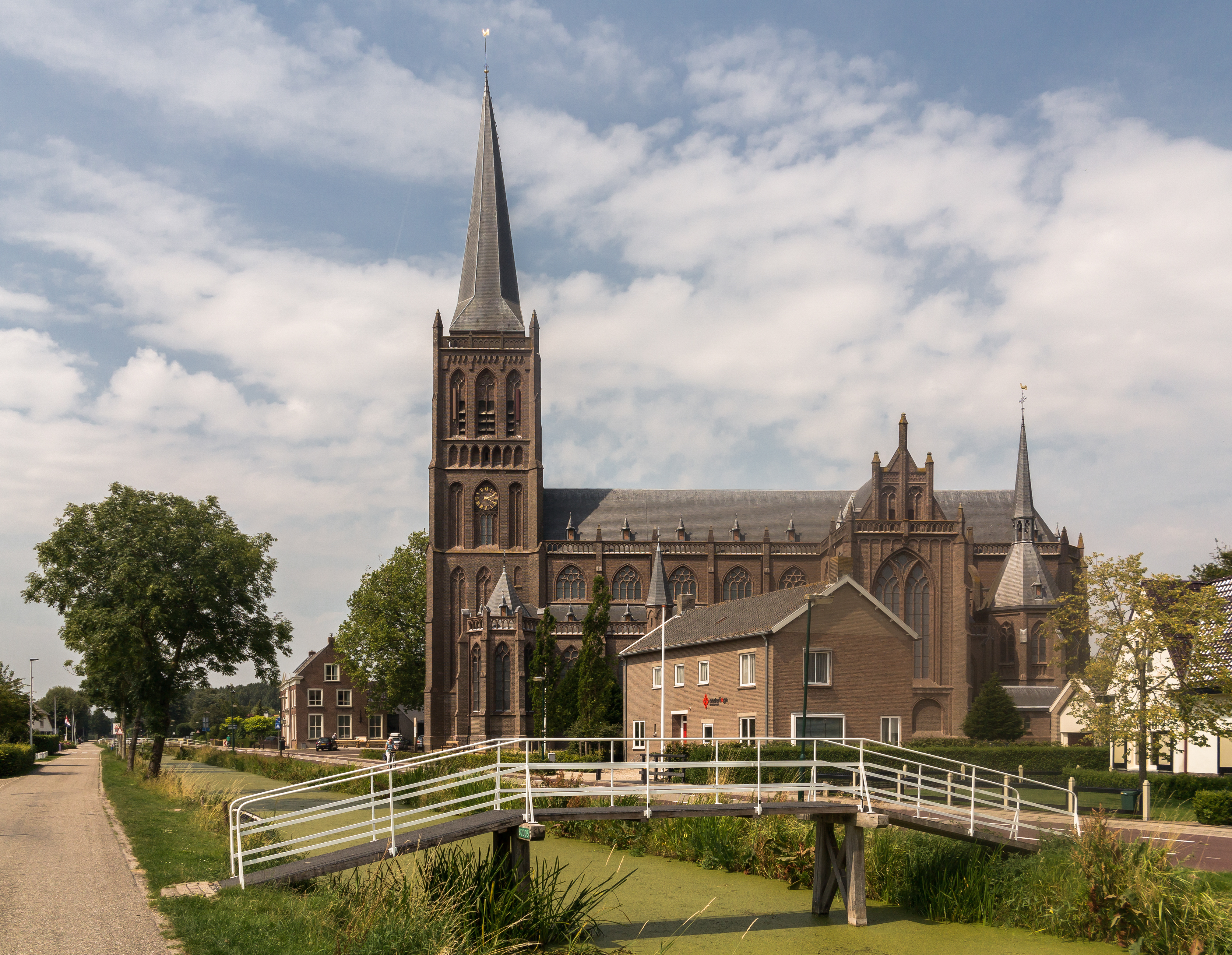
Sint Michaëlkerk in Schalkwijk

Tijdens de reformatie blijven de Schalkwijkers voornamelijk katholiek. De statie Schalkwijk draait beter dan de protestantse kerk. Wanneer de vrijheid van godsdienst terugkeert wordt een indrukwekkende kerk gebouwd. De kerk staat bekend onder de bijnaam 'Kathedraal van het Sticht'. De katholieke achtergrond is tevens de reden dat Schalkwijk sinds 1968 een actief carnavalsleven kent. Op de RK begraafplaats in Schalkwijk is begraven mgr. prof. Cornelis Ludovicus baron de Wijkerslooth, heer van Weerdesteijn en Schalkwijk (1786-1851). De Wijkerslooth is de eerste bisschop in het gebied der heidenen (noordelijk Nederland) en waarmee hij tot taak heeft de bisschoppelijke hiërarchie te herstellen.
Tussen 1812 en 1962 was Schalkwijk een eigen gemeente. Vanaf het jaar 1850 was de Schalkwijkse burgemeester en die van Tull en 't Waal dezelfde. Vanaf 1943 was er een burgemeester voor Schalkwijk, Tull en ’t Waal en Houten. Op 1 januari 1962 ging de gemeente Schalkwijk op in de nieuwe gemeente Houten.

## Voorzieningen
Schalkwijk telt vier horecagelegenheden en een supermarkt.

## Sport
VV Schalkwijk is de voetbalvereniging van Schalkwijk. De club speelt op sportpark Blokhoven.
TV SET is de tennisvereniging van Schalkwijk en Tull en ‘t Waal. 

## Overig
- André Hazes pachtte in de jaren 70 een korte tijd het Schalkwijkse Café de Zwaan aan de Jonkheer Ramweg.
- Ieder jaar wordt in Schalkwijk de jeugdwielerronde "Tour de Schalkwijk" gereden. Er is dan veel te doen voor de jeugd. Voor de rennertjes zijn er na het fietsen allerlei activiteiten te doen. Meervoudig winnaar is Jan-Willem van Schip die tegenwoordig baan- en wegwielrenner is.
- Schalkwijk had ooit een station, station Schalkwijk, dat opende op 1 november 1868 en sloot in 1935.[4] Het had een soortgelijk gebouw als het oude station Houten. Het is in 1964 gesloopt. In 1871 vond op dit station een treinramp plaats, een grote gebeurtenis voor die dagen, waarbij 1 persoon om het leven kwam, het gevolg van een verkeerde wisselstand.[5]
- Het dorp heeft een eigen vlag die door een aantal inwoners in 2013 is geplaatst op de hoogste berg van Europa, de Elbroes[6]
- Tijdens de Carnavalsperiode, die twee weken eerder is dan in het zuiden des lands wordt Schalkwijk omgedoopt tot Platneuzendorp.

## Monumenten
Zie ook:
- Lijst van rijksmonumenten in Schalkwijk
- Lijst van gemeentelijke monumenten in Schalkwijk

## Kerkelijke gebouwen
- Hervormde Kerk
- Katholieke Kerk

## Straten, pleinen en parken
- Brink
- Jonkheer Ramweg
- Overeind
- Provincialeweg
- De Wiese
- De Groes
- Valderik
- Wickenburghselaan
- Biesterlaan
- Spoorlaan
- Lagedijk
- Neereind
- Kaaidijk

## Geboren in Schalkwijk
- Bart de Ligt (1883-1938), pacifist
- Ruud Kuijer (1959), beeldhouwer
- Herman Winkel (1960–1990), wielrenner
- Jan-Willem van Schip (1994), wielrenner